# Caitro Soto
Pedro Carlos Soto de la Colina (San Luis, Cañete, 23 de octubre de 1934-Lima, 19 de julio de 2004), o conocido artísticamente como Caitro Soto, fue un destacado músico, recopilador, cajonero y cantautor afroperuano cuyas obras musicales han recorrido el mundo entero y han sido interpretadas por muchos cantantes destacados internacionalmente.

## Biografía
Transcurrió sus primeros años en la faena agrícola, abonando y participando en la cosecha de las haciendas Montalván, Casa Hacienda Arona y Casablanca, ubicadas en el valle cañetano. Proviene de una familia de bagaje musical, se crio en San Luis de Cañete con su hermana Elia Montero de la Colina (madre del cantante Pepe Vásquez) y su primo hermano Ronaldo Campos de la Colina. Su madre Benedicta de la Colina y su tía Lucila de la Colina, eran conocedoras de los géneros musicales afroperuanos del sur chico. Su padre falleció cuando tenía 7 años de edad. Siendo niño, participó de la delegación de la Danza de Negritos y de la banda de músicos de San Luis de Cañete. Viajó para Lima, empezando a trabajar como obrero en múltiples oficios. Llegó a ser «sparring» del boxeador Mauro Mina. 
Pronto formó parte de grupos musicales como Tropical Estrella y Cuadrilla Morena. En 1956, empezó a formar parte del grupo musical Estampas de Pancho Fierro (conocido como el primer grupo de folklore afroperuano), donde debutó en el Teatro Municipal de Lima y el cual hizo que viajase a Arequipa y al vecino país de Chile. Posteriormente formó parte de la agrupación Gente Morena y Los Hermanos Soto, conformada con sus hermanos Orlando y Enrique Soto de la Colina.
En el año 1957 conoce a la afamada cantautora Chabuca Granda (1920-1983), hecho que marcó todo un hito en su historia musical, ya que acompañándola alcanzó la fama internacional. Con su ayuda se formó en 1969 la asociación cultural Perú Negro, dirigida por su primo Ronaldo Campos, realizando viajes a diversos países del mundo, ganando así los premios:
- Festival Hispanoamericano de la Danza y la Canción (Argentina 1969).
- Premios OTI (España 1977).
- Mickey Angello (Argentina 1980).

También ganó el Expo 92' en España con la cantante peruana Julie Freundt. 
En 1974 la cantante cubana Celia Cruz llevó a su disco Celia & Johnny, su pieza musical «Toro mata». Fue también integrante de los conjuntos Toro Mata y De Tal Palo Tal Astilla.
A mediados de la década de 1970 grabó el LP Canto a Cañete en honor a su tierra natal. Años después, en 1995, grabó un segundo álbum titulado De Cajón, compuesto de un CD y un libro llamado El duende en la música afroperuana. En esta producción contó con el asesoramiento de Los Hijos del Sol, también con Álex Acuña, Giovanni Hidalgo, Félix Casaverde, Lucho González y Fabiola de la Cuba.
A finales de la década del 70, el embajador de España en Perú organiza una fiesta privada, ya que por entonces se encontraba el guitarrista Paco de Lucía en Lima. Llegó Chabuca Granda, acompañada por Caitro Soto, quien  le vendió su cajón a Paco, pues este vio la sencillez de toque y facilidad de transporte de este instrumento. Este cajón peruano fue llevado a España y sirvió de base para crear el cajón flamenco.
Entre 1984 y 1986 trabajó en una gira de conciertos llamada El Encanto de Chabuca en conjunto con sus compañeros del elenco original que acompañó a Chabuca Granda: Álvaro Lagos, Eusebio «Pititi» Sirio y la joven cantante Victoria Villalobos.
Ha sido merecedor del galardón de Gran Maestro otorgado por el Ministerio de Educación de la República del Perú, las llaves de la ciudad de San Vicente de Cañete en el año 1995 y homenajes en Miraflores, Santiago de Surco y San Luis de Cañete.
Aquejado por la diabetes, falleció en su casa a la edad de 69 años, el 19 de julio de 2004.

## Legado
En enero del 2009, se construye la Alameda Caitro Soto en el ingreso de San Luis de Cañete, con la presencia de familiares y amistades.

## Obras musicales
Entre sus obras musicales destacan:
- Toro Mata
- A saca camote con el pie
- Yo tengo dos papás
- Alcatraz quema tú
- El arrullo
- Canto a Cañete
- Curruñao
- Negro libre
- Negrito de San Luis
- Yo no soy Jaquí

## Discografía
- Canto a Cañete (1975)
- De cajón (1995)

## Filmografía
- Un mulato llamado Martín (1975)
- Diarios de motocicleta (2003)